# Леру, Луи
Луи́ Леру́ (фр. Louis Leroux; 23 января 2006, Ле-Лонжрон) — французский футболист, полузащитник клуба «Нант».

## Биография
Луи Леру начинал заниматься футболом в своем родном городе Ле-Лонжрон. Позже он присоединился к молодежной команде клуба Лиги 1 «Нант», с которым подписал профессиональный контракт до 2026 года.
С 2023 года Леру начал играть за второй состав «Нанта» во Втором Национальном дивизионе. Перед сезоном 2024/25 футболист был внесён в заявку первой команды. 31 августа 2024 года полузащитник дебютировал в первой команде, когда вышел на замену во втором тайме матча чемпионата Франции против «Монпелье».